# 金養浩
金養浩（1910年6月5日—2001年8月25日），哲里木盟（今內蒙古自治區通遼市）科爾沁左翼後旗人。民國37年（1948年）在蒙古哲里木盟選區當選第一屆立法委員。

## 生平[1][2][3][4][5][6]
- 國立北平大學法商學院法律系畢業
- 革命實踐研究院十二期結業
- 戰地政務研究會第三十四期結業
- 蒙古地方自治政務委員會科長
- 遼寧蒙旗黨務特派員兼瀋陽直屬區黨部書記
- 遼北蒙旗教育復員委員會委員
- 科爾沁左翼後旗旗長
- 東北保安司令部顧問兼隨軍工作團主任
- 東北行轅蒙旗復員委員會委員
- 《交通世界》發行人
- 聯瀛投資公司董事長